# Cao quy linh
Cao quy linh (tiếng Trung: 龜苓膏; phiên âm Hán-Việt: quy linh cao) hay còn là quy phục linh (龜伏苓), thạch rùa, thạch đồi mồi (dù không đúng về mặt bản chất) là một loại thuốc Đông y dạng thạch, cũng được phục vụ như món tráng miệng, là đặc sản của người Hoa vùng Ngô Châu (Quảng Tây), đồng thời cũng là món ẩm thực truyền thống của vùng Lưỡng Quảng. Theo truyền thống, cao quy linh được làm từ hai thành phần chủ yếu là thổ phục linh (Smilax glabra), bột của mai rùa hộp ba vạch (Cuora trifasciata) phơi khô nghiền ra, cam thảo cùng một số thành phần khác. Mặc dù rùa hộp ba vạch ngày nay được nuôi để bán ở Trung Quốc, giá của chúng cũng vô cùng đắt, và cũng do loài này đang bị đe dọa tuyệt chủng, nên thay vào đó họ thường sử dụng mai ba ba hoặc các loại rùa khác thay thế.
Thông thường hơn, các loại quy linh cao được buôn bán phổ thông như một món tráng miệng mà không chứa bột vỏ rùa, mặc dù tên sản phẩm và hình ảnh rùa nổi bật trên bao bì của hầu hết các nhãn hiệu. Tuy nhiên, họ cũng thêm vào cùng các loại thảo dược như một loại thuốc và quảng cáo tương tự như vị thuốc tốt cho da.
Cao quy linh giống rau câu, có vị hơi đắng, màu đen, mềm và dai hơn rau câu. Cao quy linh được cho là có tác dụng thanh nhiệt, giải độc, trị mụn, tốt cho da; khi ăn thường được dùng với mật ong hoặc sữa để bớt vị đắng.